# Andrea Giarrizzo
Andrea Giarrizzo (Vittoria, 1º dicembre 1992) è un politico italiano.

## Biografia
Alle elezioni politiche del 2018 viene candidato alla Camera dei deputati nel collegio uninominale Sicilia 2 - 03 (Enna), sostenuto dal Movimento 5 Stelle (M6S), venendo eletto deputato con il 45,76% dei voti e sconfiggendo i candidati del centro-destra, in quota Lega per Salvini premier, Carmelo Lo Monte (28,09%) e del centro-sinistra Sebastiano Venezia (20,15%). Nella XVIII legislatura della Repubblica è stato componente e vicepresidente della 10ª Commissione Attività produttive, commercio e turismo, oltreché membro della 4ª Commissione Difesa in sostituzione del sottosegretario di Stato al Ministero della difesa Angelo Tofalo.
Il 21 giugno 2022 abbandona il M5S per aderire a Insieme per il futuro, a seguito della scissione guidata dal ministro Luigi Di Maio, di cui diventa delegato d'aula del gruppo parlamentare alla Camera.

## Controversie
Durante la campagna elettorale delle elezioni politiche del 2018 finisce al centro delle polemiche per aver presentato il suo curriculum vitae "gonfiato", dove afferma di aver inventato l’app più scaricata del 2012 per un concorso Samsung (poi rimossa perché illegale) e di essere «l'italiano dell’anno Agi del 2017» (titolo inesistente), tant'è che dopo le accuse di alcuni startupper è stato rimosso.